# Максим Грек
Макси́м Грек (греч. Μάξιμος ο Γραικός; в миру — Михаи́л Триво́лис, греч. Μιχαήλ Τριβώλης. 1470, Арта, Эпирское царство — 21 января 1556, Троицкий монастырь, Сергиев Посад) — писатель, богослов, переводчик, филолог. Этнический грек. Канонизирован Русской церковью в лике преподобных, память совершается 21 января (3 февраля) и 21 июня (4 июля) (обретение мощей в 1996 г.) по юлианскому календарю.

## Жизнеописание

### Ранние годы
Родившийся в 1470 году в греческом селении Арта, Максим Грек происходил из аристократической семьи. Состоятельные родители Эммануил и Ирина дали ему прекрасное образование. Окончив школу на острове Корфу, он в 20-летнем возрасте уже баллотировался в совет этой самоуправляемой территории, но потерпел неудачу.
После поражения Максим Грек уехал в Италию, главным образом для изучения языка и философии древних греков. Жил и занимался в Падуе, Милане, Мирандоле, особенно много во Флоренции (где находилась драгоценная библиотека Медичи). В Венеции он тесно общался с видными гуманистами — Альдом Мануцием (у которого учился «книжному делу», скорее всего, источниковедению и редактированию) и Ианосом Ласкарисом, который (с 1503 г.) стал его преподавателем греческого. Максим Грек испытал сильнейшее впечатление от проповедей доминиканского монаха и настоятеля монастыря Сан-Марко во Флоренции Джироламо Савонаролы. После его казни уехал (предположительно в 1505) на Афон, где принял постриг в Ватопедском монастыре. В 1515 году Великий князь Василий III попросил игумена монастыря послать ему монаха Савву для перевода духовных книг. Однако последний был настолько стар, что монахи решили послать вместо него энергичного Максима Грека. Максим не говорил по-русски, но, поскольку монахи ручались за него, отправился в Москву и был встречен там с большой честью.

### Миссия в Москве
В 1518 году в Москву от патриарха Константинопольского Феолипта прибыла делегация, возглавляемая митрополитом Зихнийским Григорием. Причиной визита была милостыня, но митрополит Григорий привёз с собой письмо от Патриарха. В послании митрополит Варлаам титулован по-старому, митрополитом Киевским и всея Руси. Однако принять благословение от Патриарха русский митрополит отказался. Видимо, приезжие греки часто задавали вопрос, на каком основании русские митрополиты не едут в Константинополь на поставление, и это вызывало раздражение в московском обществе. В составе делегации в Москву прибыл и Максим Грек. Он неоднократно выражал недоумение отказом принимать в Москве митрополита от Константинополя. Русские пытались убедить учёного грека, говорили о каких-то патриарших актах, но самих документов никто предоставить не мог. Впоследствии Максим Грек написал сочинение, в котором пытался убедить оппонентов о сохранности чистоты Православия и под властью безбожного царя .

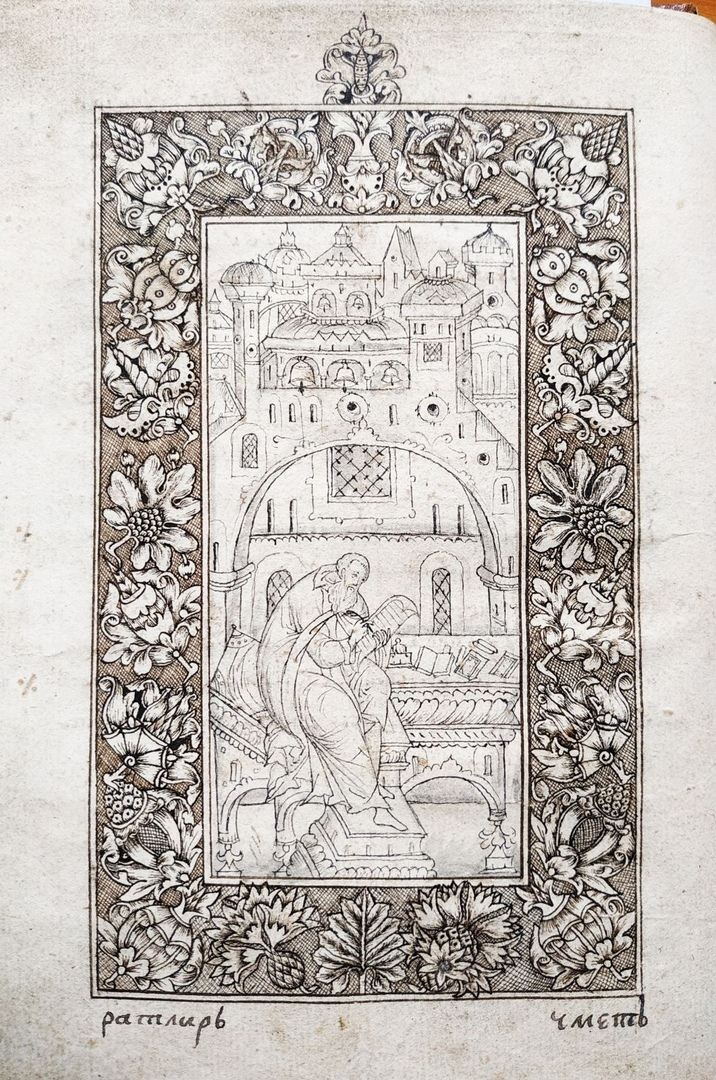
Максим Грек, миниатюра 1613 года.

Первой большой работой Максима Грека в России был перевод Толковой Псалтири вместе с русскими переводчиками и писцами Дмитрием Герасимовым и Власом Игнатовым, который был одобрен русским духовенством и великим князем. Василий III отклонил его просьбу вернуться домой, Максим продолжал переводить и позже создал княжескую библиотеку и исправил книги для богослужения.

### Борьба
Наблюдая «дефекты» и социальную несправедливость русской жизни, которая противоречила его христианским идеалам, Максим Грек начал критиковать власти, привлекая различных людей с подобными представлениями, как Иван Берсень-Беклемишев, Вассиан Патрикеев, Фёдор Жарено́й и других. Относительно вопроса монашеских состояний, которые уже разделили всё русское духовенство на два непримиримых лагеря, Максим Грек стал на сторону Нила Сорского и его старцев (нестяжателей). Это сделало его одним из худших врагов иосифлян, которые поддерживали право монастырей иметь землю. Максим Грек и его последователи, осуждая недостатки внутренней и внешней политики России, критиковали образ жизни части русского духовенства («стяжателей»), систему поддержки местных властей, «дойку» крестьян, а особенно ростовщичество в церкви, начисление процентов на проценты.
Отношения Максима Грека с Вассианом Патрикеевым, Иваном Берсень-Беклемишевым и турецким послом Скиндером, враждебность митрополита Даниила к нему и отрицательное отношение Грека к намерению Василия разводиться со своей женой решили его судьбу.
Поместный собор 1525 года обвинил Максима Грека в ереси, в сношениях с турецким правительством; он был отлучён от причастия и заточен в Иосифо-Волоцкий монастырь. Условия заточения были очень суровы.
В 1531 году он вторично вызван на Собор: ему были предъявлены новые обвинения, в частности, в «порче» богослужебных книг. Максима сослали в Тверской Отроч монастырь под надзор Тверского епископа Акакия, который весьма уважал его («яко и на трапезу ему седети вкупе со Святителем и ясти с единаго блюда») и предоставил возможность читать и писать; но только в 1541 году ему было разрешено причащаться Святых Тайн.
Отрицательное отношение Максима Грека к русской автокефалии также стало одним из пунктов обвинения на судах 1525 и 1531 годов. На суде преподобный Максим подтвердил своё отрицательное отношение к русской автокефалии.

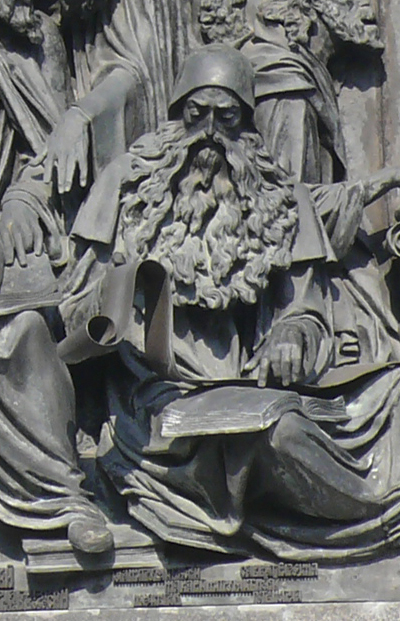
Максим Грек на Памятнике «Тысячелетие России» в Великом Новгороде. Скульптор Михаил Микешин. 1862

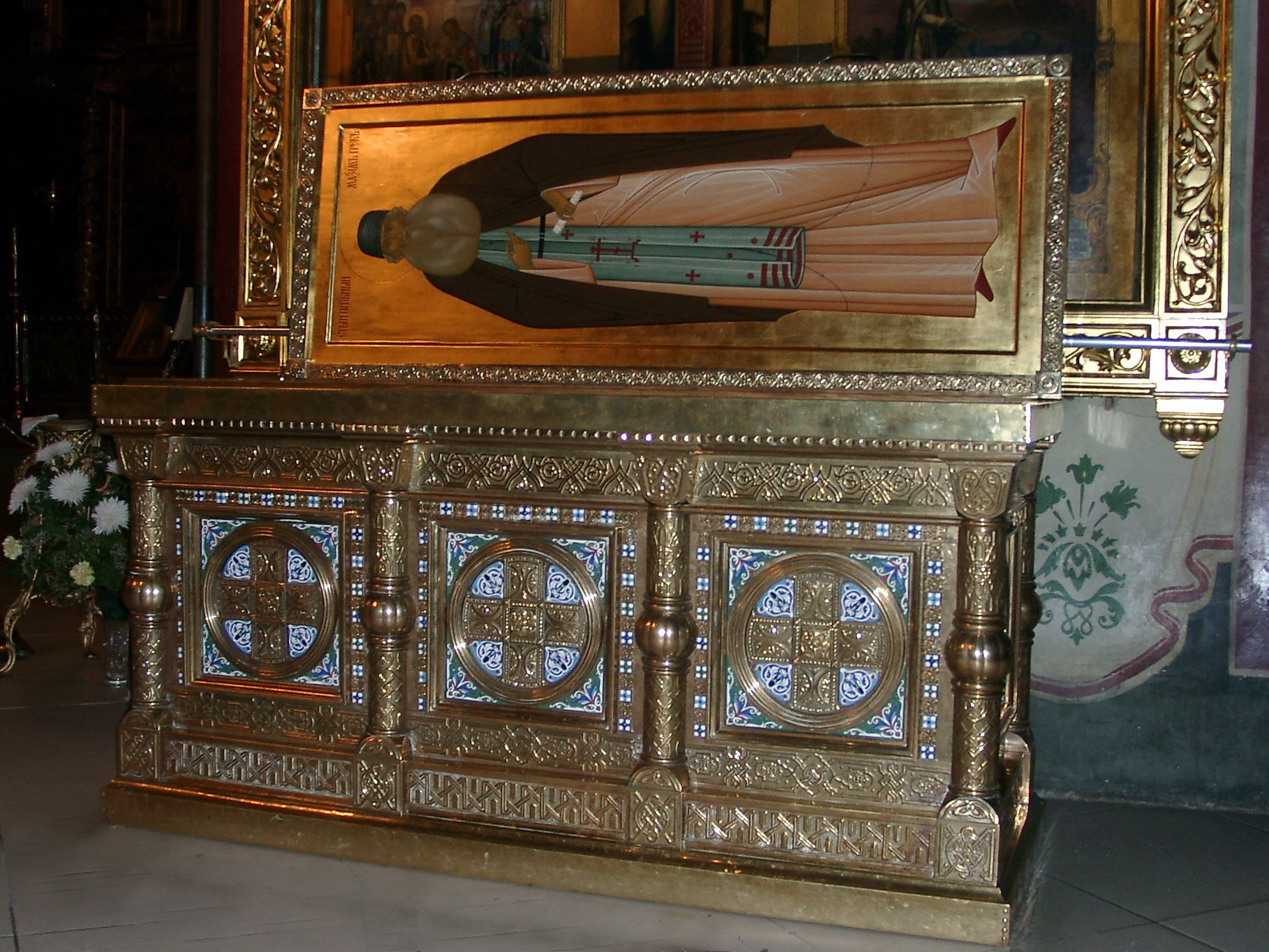
Рака с мощами. Троице-Сергиева лавра. Архитектор В. А. Звёздкин

В 1551 или 1547 году, после неоднократных обращений Восточных Патриархов и митрополита Макария, Максима Грека перевели на покой в Троице-Сергиев монастырь. Святитель Макарий внёс часть его поучений в Великие Четьи-Минеи (всего перу преподобного принадлежит до 365 текстов).

## Кончина ипрославление
Максим Грек скончался в Троице-Сергиевом монастыре в день памяти своего небесного покровителя преподобного Максима Исповедника. Был погребён там же, у северо-западной стены храма во имя сошествия Святого Духа на апостолов (Свято-Духовского).
Прославлен в лике преподобных на Поместном соборе 1988 года в первый день его работы — 6 июня 1988 года.
24 июня 1996 года, после молебна преподобному Максиму, были начаты археологические изыскания у северо-западной стены Свято-Духовского храма. 3 июля 1996 года мощи преподобного были обретены и во временной раке помещены в Свято-Духовской церкви Лавры. Сейчас мощи находятся в Трапезном храме Троице-Сергиевой лавры.
В 1552 году Максим Грек использовал в письме выражение «святейшая Россия», что является одним из ранних вариантов употребления термина «Святая Русь».
Дмитрий Лихачёв называл Максима Грека «первым интеллигентом на Руси».

## Сочинения

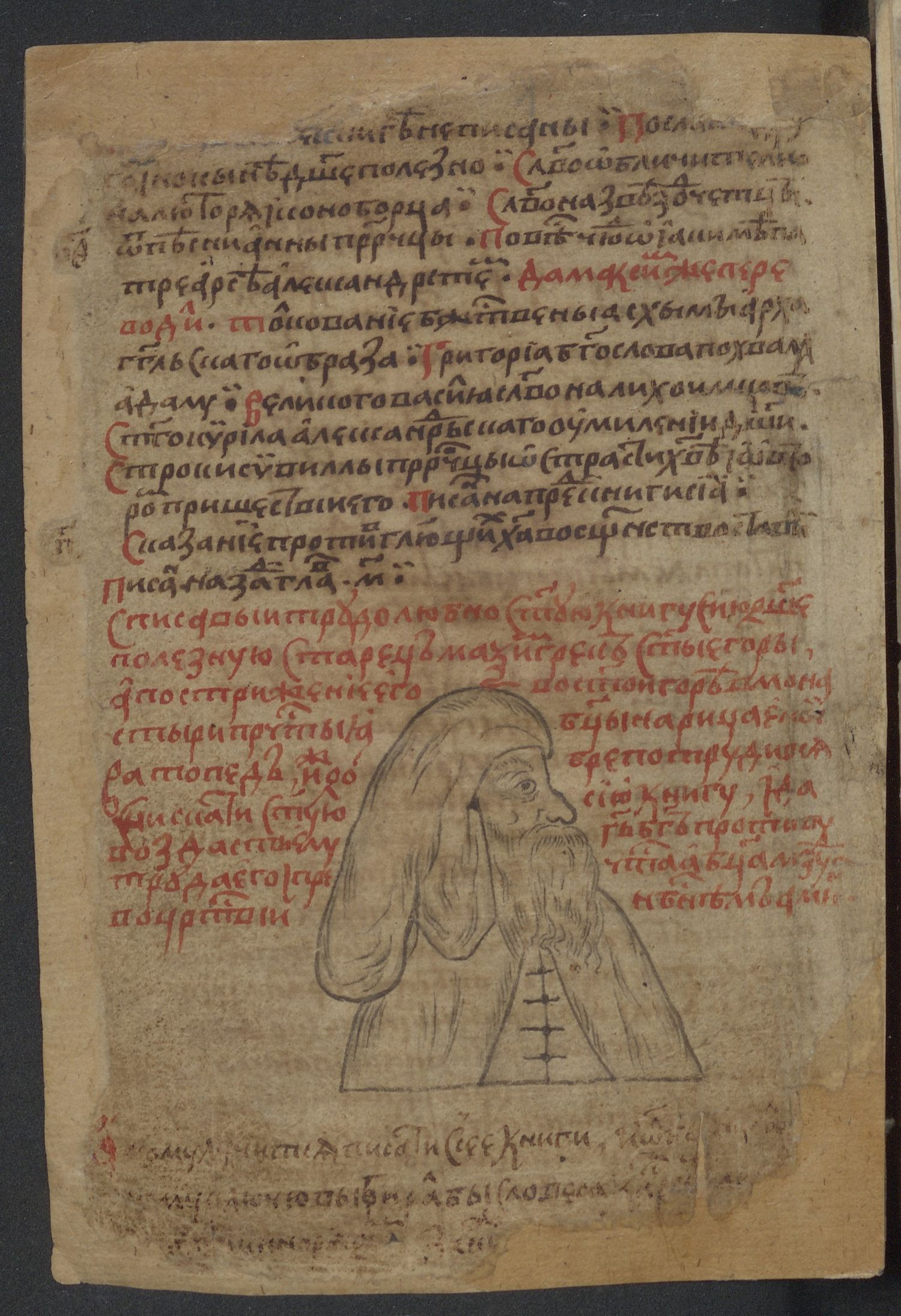
Портрет Максима Грека XVI века

Максим оставил после себя многочисленные сочинения разнообразного характера: богословские, апологетические, духовно-нравственные; кроме того от Максима сохранились послания и письма к частным лицам. С середины XVI века его труды распространяются в многочисленных рукописных списках, например, в Библиотеке Троицко-Сергиевской лавры имеются такие рукописи: № 200, № 201
В XVII веке, в период Церковной реформы, вокруг двух из них разгорелись споры между реформаторами и старообрядцами. Дело в том, что в них Максим Грек изложил учение о двуперстном перстосложении и о сугубой аллилуйи. В целях очернения древних чинов реформаторы объявили в XVII веке эти два сочинения без всяких оснований подложными, поскольку считали старые обряды еретическими. Историки Голубинский и Каптерев опровергли ошибочную точку зрения о подложности этих двух сочинений. В дореволюционные печатные издания по цензурным соображениям эти два сочинения Максима не включали.
Сочинения Максима до 1917 года издавали дважды. В трёх томах, издание 1859—1862 года, текст рукописей набран послереформенными литерами:
- Сочинения преподобного Максима Грека, изданные при Казанской духовной академии 1859 год Типография губернского правления часть 1; 566 стр.
- Сочинения преподобного Максима Грека, изданные при Казанской духовной академии 1860 год Типография губернского правления часть 2; 468 стр.
- Сочинения преподобного Максима Грека, изданные при Казанской духовной академии 1862 год Типография губернского правления часть 3; 308 стр.

И издание трёх томов в русском переводе 1910—1911 года:
- Сочинения преподобнаго Максима Грека в русском переводе. предисл.: послушник Моисей. Ч. 1; 1910 год Троицко-Сергиева лавра. Собственная типография 300 стр.
- Сочинения преподобнаго Максима Грека в русском переводе. предисл.: послушник Моисей. Ч. 2; 1910 год 340 стр.
- Сочинения преподобнаго Максима Грека в русском переводе. предисл.: послушник Моисей. Ч. 3; 1911 год Троицко-Сергиева лавра. Собственная типография 198 стр.

В сочинении «Сказание отчасти недоуменных неких речений в слове Григория Богослова» (ок. 1530) Максим Грек впервые на русском языке сообщил об открытии Америки:
[Н]ынешние же португальцы и испанцы... недавно, лет 40 или 50 тому назад… открыли множество островов, из коих некоторые обитаемы людьми, а другие необитаемы; и землю Кубу… [И] ныне там открылся новый мир и новое собрание человеческое.

### Издания
- Максим Грек. Духовно-нравственные слова. — Сергиев Посад, Свято-Троицкая Сергиева лавра, 2006. — 408 с.
- Максим Грек. Слова и поучения / Предисл., сост. и коммент. Проф. А. Ф. Замалеева. (Русская наука о душе). — СПб., Тропа Троянова, 2007. — 374 с.
- Максим Грек, преп. Сочинения. Т. 1. — М.: Индрик, 2008. — 568 с.
- Максим Грек, преп. Сочинения. Т. 2. — М.: Индрик, 2014.
- Максим Грек. Слово о составлении осмаго собора латыньскаго.
- Сочинения преподобного Максима Грека изданные при Казанской духовной академии. Часть 1. — 1894
- Сочинения преподобного Максима Грека изданные при Казанской духовной академии. Часть 2.
- Сочинения преподобного Максима Грека изданные при Казанской духовной академии. Часть 3. — 1897
- Сочинения преподобного Максима Грека в русском переводе. Часть 1. Нравоучительные сочинения. — 1910
- Сочинения преподобного Максима Грека в русском переводе. Часть 2. Догматико-полемические его сочинения. — 1910
- Сочинения преподобного Максима Грека в русском переводе. Часть 3. Разные сочинения. — 1911
- Максим Грек. Слова и поучения. / Ввод. статья А. Шевцов. — Иваново: Издательство «Роща»; 2015. ISBN 978-5-990556-53-9
- Сочинения Максима Грека
- Максим Грек. Непрочитанное / Перевод с церковнославянского, предисловие и комментарии И. М. Грицевской; перевод с греческого Д. М. Буланина и Б. Л. Фонкича. — Санкт-Петербург: Дмитрий Буланин, 2021. — 288 с. — ISBN 978-5-86007-959-5.